# Cinzia Oscar
Cinzia Oscar, pseudonimo di Vincenza Testa (Napoli, 20 ottobre 1962), è una cantante e attrice teatrale italiana.

## Carriera
Inizia la sua carriera all'età di 7 anni con il padre, che componeva il Trio Oscar, sostituendo a teatro suo fratello ammalato. Successivamente partecipa a uno show con Gigi Sabani e Pietro De Vico come piccola imitatrice. Nei primi anni a teatro lavora anche, fra gli altri, con Pino Mauro.
Nel 1979 incide il suo primo disco, il 45 giri Caro diario/Vita 'e 'nfamità. Da qui in poi inizia la sua carriera di cantante che la porta a incidere con etichette napoletane come la Zeus Record, Mea Sound e OP Music. Tra i suoi successi si ricordano i brani: Nun sò na bambola e Caro figlio mio, entrambi scritti e musicati da Tommy Riccio e Antonio Casaburi, 'Na lettera, Maledizione, Gesù, Giuseppe, S. Anna e Maria, E' colpa toia, Gli amanti e diversi altri.
Nel corso degli anni partecipa a diversi Festival di Napoli e duetta con molti artisti della canzone napoletana classica e neomelodica: il duetto con Mario Merola Si tu papà, scritto da Enzo Caradonna, viene presentato al Festival di Napoli nel 2002; L'urdeme de grande con e dedicato a Pino Mauro; Tu m"e rubbato l'anema con Franco Moreno; Una Storia impossibile con Franco Ricciardi, nel programma televisivo canta Napoli del 1988. Fra quelli con diversi altri artisti è da citare anche il duetto Pò bene de figlie, brano che suscita diverse polemiche poiché inciso con Silvia Corato, la moglie di Franco Calone.
Nel 2015 prende parte al programma condotto da Teo Teocoli in onda su Rai 3 Teo in the box.
Nel giugno 2016 la cantante dichiara di voler sporgere denuncia ai danni dei produttori della serie TV Gomorra, per l'utilizzo non autorizzato del suo brano Nun so' na bambola.
Da una relazione con il cantante Franco Calone, con la quale incide anche diversi brani, nasce, il 9 marzo 1994, il suo unico figlio Marco. La Oscar con il figlio inciderà anche alcuni brani tra cui T'aggia proteggere incluso proprio nell'album di Marco, Nato tra le note del 2011. Alla madre Marco dedica il brano Mamma (G. Luna), incluso nel suo album A testa alta del 2016.
Nel 2018 ritorna al suo grande amore, il teatro, protagonista dell'esilarante commedia di Gaetano Di Maio Nu Bambeniello e Tre San Giuseppe, con Ciro Sannino e sotto la direzione di Stefano Ariota e dello stesso Sannino. Lo spettacolo ottiene grande successo di pubblico e critica, nonostante il suo allestimento sia avvenuto in meno di 10 giorni: poco prima dal debutto, infatti, erano stati revocati i diritti per poter portare in scena l'opera di Eduardo De Filippo Filumena Marturano.

## Discografia (parziale)

### Album in studio
- 1984 - Io napoletanissima (Mea Sud)
- 1985 - Ancora insieme (Mea Sud)
- 1990 - Storie d'amore
- 1994 - 'Na lettera (Di.Elle.O)
- 1996 - Lady Oscar (OP Music)
- 2002 - Teatro + Canzoni = Cinzia Oscar (Zeus Record su etichetta ERS)
- 2003 - Maledizione (Mea Sound)
- 2004 - Gli amanti (D.ERS Italia all'epoca ERS Italia)
- 2004 - Lettere d'amore (Mea Sound)
- 2006 - Storie di vita vissuta (OP Music)
- 2008 - Un oscar per voi (Mea Sound)
- 2010 - E pò bbene de figlie (D.ERS ITALIA all'epoca ERS Italia)
- 2014 - A mme che me ne 'mporta a mme che me ne fotte (Zeus Record)
- 2017 - Unica interprete (Zeus Record)

### Singoli

#### 45 giri
- 1979 - Caro diario/Vita 'e 'nfamità (Little Stereo Record)
- 1981 - 'A storia 'e bambulella/Ma chi si (Nuova New York Record, PN 4553)

#### Duetti
- 1982 - Una Storia Impossibile (con Franco Ricciardi)
- 2002 - Si tu papà  (con Mario Merola)
- 2011 - T'aggia proteggere (con Marco Calone)
- 2012 - L'urdeme de grande (con Pino Mauro)
- 2012 - Pò bene de figlie (con Silvia Corato)
- 2012 - Simme ddoje sore (con Rosy Viola)
- 2013 - N'ammor overo (con Raffaello Junior)
- 2013 - Cosa farai (con Marco Calone e Alessio)
- 2013 - Dedicato a te (con Fortuna)
- 2013 - Storie d'amore (con Mimmo Taurino)
- 2018 - Tu m"e rubbato l'anema (con Franco Moreno)